# Ян Рауп
Ян Рауп, згадується в деяких джерелах також під подвійним серболужицьким-німецьким прізвищем Rawp-Raupp (в. -луж. Jan Rawp;  нар. 17 листопада 1928, Брауншвейг, Німеччина — 13 вересня 2007, Будішин, Німеччина) — лужицький композитор та історик серболужицької музики. Лауреат премії імені Якуба Цішинського (1970, 1974).

## Біографія
Народився в 1928 році в сім'ї оперної співачки Рут-Марки Раупової і лікаря. Проживав в Берліні і Дрездені, де виховувався в родині свого діда з боку матері відомого серболужицького композитора Бярната Крауца. З 1938 по 1944 роки навчався в різних вищих навчальних закладах в Берліні, Дрезедене і Баутцені. Після закінчення Другої світової війни продовжив своє навчання у Вищій школі мистецтва і театру в Баутцені. Потім навчався в серболужицькому педагогічному інституті в Радібор, після закінчення якого деякий час працював учителем.
З 1947 року за направленням серболужицької організації «Домовіна» навчався в Празькій консерваторії, з 1951 по 1955 року — студент факультету історії мистецтв в Карловому університеті в Празі. У 1955 році одружився з органісткою Любіною Голанець.
Після повернення в 1955 році в Лужицю до 1986 року працював істориком серболужицької музики в Інституті серболужицького народознавства (з 1992 року — Серболужицький інститут). Займався систематизацією музичної культури лужичан.
З 1962 року — професор університету імені Гумбольдта.
З 1972 по 1980 роки — голова Товариства серболужицьких музикантів (Koło serbskich hudźbnikow). Був членом Президії Спілки композиторів і музикантів НДР і членом Комісії народної музики Академія мистецтв в Брно. Один із засновників Міжнародного товариства народної музики в Лондоні. З 1990 року — член серболужицької культурно-просвітницької організації «Матиця серболужицька».
Помер 13 вересня 2007 року в Будішині. Похований на Тухорському кладовищі.

## Нагороди
За свою діяльність з розвитку серболужицької музичної культури був удостоєний
- Двічі —  Премії імені Якуба Цішинського (1970, 1974),
- Двічі — Учительської премії «Домовіни» (1971, 1975),
- Ордену «За заслуги перед Вітчизною» (1978).

## Родина
Дід Бярнат Крауц (1861 - 1948) — відомий лужицький композитор, хормейстер, музичний педагог і редактор музичної літератури.
Дружина Любіна Голанець-Раупова (1927 - 1964) — серболужицька органістка.

## Твори
- Drehe mich im Reigen — Volkslieder der Lausitzer Sorben (1960)
- Sorbische Volksmusikanten und Musikinstrumente (1963)
- Metamorfozy, 1964
- Sorbische Musik. Ein Abriss in Wort und Bild (1966)
- Esej, 1967
- Concerto animato, 1970
- Sinfonija verte-bleue, 1975
- Sorbische Volksmusikinstrumente und der «Atlas der deutschen Volkskunde» 1937/39. Lětopis, Reihe C, 1977, Nr. 20, s. 32-45
- Serbska hudźba (1978)
- Kralowy huslerski spěwnik (1984)